# 山梨大学教育学部附属特別支援学校
山梨大学教育学部附属特別支援学校（やまなしだいがくきょういくがくぶふぞくとくべつしえんがっこう）は、山梨県甲府市にある国立の特別支援学校。

## 設置課程
- 小学部
- 中学部
- 高等部

## 沿革
- 1964年（昭和39年）11月1日 - 甲府市立北新小学校内に山梨大学教育学部附属小学校特殊学級を設置。
- 1965年（昭和40年）4月1日 - 山梨大学教育学部附属中学校内に山梨大学教育学部附属小学校特殊学級を設置。
- 1966年（昭和41年）
  - 4月1日 - 山梨大学教育学部附属中学校に特殊学級を設置。
  - 5月1日 - 甲府市天神町に特殊学級専用の新校舎が完成。附属小学校・中学校の特殊学級を移転し、「附属小学校・中学校第二部」と呼称。
- 1973年（昭和48年）4月1日 - 附属小学校特殊学級と附属中学校特殊学級を統合の上「山梨大学教育学部附属養護学校」（小学部・中学部）が発足。
- 1974年（昭和49年）4月1日 - 高等部を設置。
- 1998年（平成10年）4月1日 - 学部名改称により「山梨大学教育人間科学部附属養護学校」に改称。
- 2004年（平成16年）4月1日 - 国立大学法人化。
- 2007年（平成19年）4月1日 - 「山梨大学教育人間科学部附属特別支援学校」に改称。
- 2016年（平成28年）4月1日 - 学部名改称により「山梨大学教育学部附属特別支援学校」（現校名）に改称。

## 受賞
- 日本学校保健会が主催する、平成27年度（2016年）全国健康づくり推進学校表彰事業において、最優秀賞（特別支援学校の受賞は全国で1校）を受賞[2]。

## 所在地
- 山梨県甲府市天神町17-35